# Východní Německo na Velké ceně Intervize
Východní Německo se hudební soutěže Intervize zúčastnilo osmkrát, poprvé v roce 1965. Do první trojky se země probojovala pouze v roce 1978, kdy skupina 4PS obsadila s písní Nachtigall druhé místo.

## Výsledky
| Rok  | Interpret                | Píseň                                                                               | Jazyk   | Počet bodů | Umístění |
| ---- | ------------------------ | ----------------------------------------------------------------------------------- | ------- | ---------- | -------- |
| 1965 | ?                        | ?                                                                                   | ?       | ?          | ?        |
| 1966 | Bärbel Wachholz          | ?                                                                                   | ?       | ?          | ?        |
| 1966 | Peter Wieland            | ?                                                                                   | ?       | ?          | ?        |
| 1967 | Regina Thoss             | Du glaubst mir nicht (Ty mi nevěříš)                                                | ?       | ?          | ?        |
| 1968 | Rosemarie Ambé           | Es fängt ja alles erst an (Všechno teprve začíná)                                   | ?       | ?          | ?        |
| 1977 | Frank Schöbel            | Über die Dame (O dámě)                                                              | němčina | 39         | 5.       |
| 1977 | hudební skupina Kreis    | Doch ich wollt es wißen (Přesto jsem to chtěl vědět)                                | němčina | 25         | 10.      |
| 1978 | hudební skupina 4PS      | Nachtigall (Slavík)                                                                 | němčina | 64         | 2.       |
| 1978 | Dagmar Frederic          | Einen Tag heb für mich auf (Vyzvedni mi jeden den)                                  | němčina | 0          | 6.       |
| 1979 | Michael Hansen a Nancies | Sommer, komm wieder (Léto, vrať se)                                                 | němčina | 38         | 5.       |
| 1980 | Ute Freudenberg          | Wie weit ist es bis ans Ende dieser Welt? (Jak daleko je to na konec tohoto světa?) | němčina | 20         | 4.       |